# Classe Al Madinah
La classe Al Madinah est une série de quatre frégates construites pour la marine royale saoudienne. Les navires portent les noms de villes saoudiennes. Le premier, Al Madinah, a été mis en service en 1985 et le quatrième, Taif, en 1986. Les quatre frégates de la classe Al Madinah sont basées dans un port ouvrant sur la mer Rouge.

## Description
Les frégates ont été commandées en octobre 1980 dans le cadre du programme "Sawari". La classe Al Madinah a été construite en France dans l'établissement DCAN de Lorient (chantier naval public français) et par la société CNIM, à La Seyne-sur-Mer au milieu des années 1980. Leur capacité de déplacement à pleine charge est de 2,610 tonnes et elles sont armées de huit missiles sol-sol Otomat, d'un lanceur de missiles sol-air Crotale à 8 cellules et de 26 missiles au total. Les navires sont également armés d'un canon de 100 mm modèle 53 version compact à double usage, deux canons antiaériens de calibre 40 mm, quatre tubes lance-torpilles de diamètre 550 mm armés à l'origine de torpilles F17. Les frégates ont un pont d'envol et un hangar pouvant être utilisé par un hélicoptère Dauphin.

## Navires
| Navire         | Constructeur   | Mise sur cale    | Lancement        | livraison       |
| -------------- | -------------- | ---------------- | ---------------- | --------------- |
| 702 Al Madinah | DCAN Lorient   | 15 octobre 1981  | 23 avril 1983    | 4 janvier 1985  |
| 704 Hofouf     | CNIM, La Seyne | 14 juin 1982     | 24 juin 1983     | 31 octobre 1985 |
| 706 Abha       | CNIM, La Seyne | 17 décembre 1982 | 23 décembre 1983 | 4 avril 1986    |
| 708 Taif       | CNIM, La Seyne | 1er mars 1983    | 25 mai 1984      | 29 août 1986    |

## Historique
En août 2013, le Royaume d'Arabie saoudite et l'agence française ODAS ont signé un contrat de rénovation et de modernisation des frégates de classe Al Medinah. 
Le 30 janvier 2017, Al Madinah est attaquée par un bateau-drone de la milice houthi yéménite sur la côte ouest du Yémen, dans la mer Rouge. Deux marins saoudiens ont été tués et trois autres blessés lors de l'attaque,.